# Comuna Vesneane, Sloveanoserbsk
Vesneane (în ucraineană Весняне) este o comună în raionul Sloveanoserbsk, regiunea Luhansk, Ucraina, formată din satele Berdeanka, Bohdanivka, Cervonîi Lîman, Vesneane (reședința) și Zaricine.

## Demografie
Componența lingvistică a comunei Vesneane
     Rusă (73,36%)
     Ucraineană (26,12%)
     Alte limbi (0,53%)
Conform recensământului din 2001, majoritatea populației comunei Vesneane era vorbitoare de rusă (73,36%), existând în minoritate și vorbitori de ucraineană (26,12%).